# Камоија (Авелино)
Камоија је насеље у Италији у округу Авелино, региону Кампанија.
Према процени из 2011. у насељу је живело 28 становника. Насеље се налази на надморској висини од 678 м.